# Битка код Карабоба
Битка код Карабоба (шп. Batalla de Carabobo) је сукоб између бораца за латиноамеричку независност предвођених Симоном Боливаром, и ројалиста који су се борили за очување Шпанске империје у Америци. Боливарова одлучујућа победа довела је до независности Венецуеле.
Преко 4.000 ројалиста је заузело пут од Валенсије до Пуерта Кабеља, под командом Мигела де ла Тореа (шп. Miguel de la Torre). Како су патриотске снаге од 6.500 људи опколиле положаје ројалиста, Боливар је поделио снаге и послао половину да изврши обухватни маневар кроз тежак терен. Де ла Торе је прозрео Боливарову намеру и половину својих снага је послао да парирају овај маневар. Артиљеријском ватром напад патриота је био привремено сузбијен. Ирци, Велшани, Енглези и Венецуеланци припадници тзв. Британске легије, жестоко су се борили и чинили су око 50% укупних губитака патриота. Патриоте су се пробиле кроз бокове ројалиста и напредовале су у позадину Тореових снага. Ројалисти су се дали у бекство остављајући неколико артиљеријских оруђа. Током одступања ројалисти су претрпели тешке губитке тако да је свега 400 безбедно стигло у Пуерто Кабељо. Како су главне снаге ројалиста у Венецуели поражене, независност је била осигурана.
Битка након које је Венецуела постала независна је битка на језеру Маракаибо.
Дан 24. јун се у Венецуели слави као Дан Битке код Карабоба. Овај дан је у Венецуели познат и као Дан Армије.
Битка је остала чувена све до данашњих дана због тога што је једна војска претрпела знатно теже губитке од друге (на сваког погинулог патриоту/побуњеника долазило је 14-15 погинулих Шпанаца/ројалиста), нарочито ако се узме у обзир да је битка вођена у доба мускета када су победници често трпели знатно теже губитке него поражени.

### Опште
- https://web.archive.org/web/20070929111243/http://www.btinternet.com/~alan.catherine/wargames/caraboob.htm
- https://web.archive.org/web/20050316031153/http://www.shagtown.com/days/venezuela.html
- https://web.archive.org/web/20050526011204/http://www.prodi.com.ve/home/presentacion1.htm
- https://web.archive.org/web/20070606065648/http://home.wanadoo.nl/jcwb/bolivar/bolivar_s_brithsh_legion.htm
- https://web.archive.org/web/20070926222706/http://www.historicaltextarchive.com/books.php?op=viewbook&bookid=29&cid=10

### Анимација
- https://web.archive.org/web/20050526011204/http://www.prodi.com.ve/home/presentacion1.htm (језик: шпански)